# Yann Bidonga
Yann Bidonga (Bakoumba, 20 marzo 1979) è un ex calciatore gabonese, di ruolo portiere.

## Carriera

### Club
Ha sempre giocato per l'AS Mangasport.

### Nazionale
Ha esordito con la nazionale gabonese nel 2001, con cui ha preso parte alla Coppa d'Africa 2012.